# John Linus Paschang
John Linus Paschang (ur. 5 października 1895 w Hemingford, Nebraska, zm. 21 marca 1999 w West Point) – amerykański duchowny katolicki, biskup Grand Island w latach 1951–1972, jeden z najdłużej żyjących biskupów katolickich w historii.
Do kapłaństwa przygotowywał się w Conception w Missouri i w Collegeville w Minnesocie. Święcenia kapłańskie otrzymał 12 czerwca 1921 i inkardynowany został do diecezji Omaha. Od początku posługi kapłańskiej służył jako proboszcz, nie będąc nigdy wikariuszem. Na Katolickim Uniwersytecie Ameryki uzyskał doktorat z prawa kanonicznego, po czym w 1927 został proboszczem parafii Świętego Krzyża w Omaha, na którym to stanowisku pozostał do 1951 roku.
28 lipca 1951 otrzymał nominację na biskupa Grand Island w Nebrasce (metropolia Omaha). Sakry udzielił mu metropolita Gerald Thomas Bergan. Jako ojciec soborowy brał udział w Soborze watykańskim II, gdzie przeciwny był najbardziej liberalnym reformom, ale pokornie podporządkował się postanowieniom soborowym. Na emeryturę przeszedł 25 lipca 1972. Od 1993 mieszkał w West Point, gdzie codziennie celebrował mszę św. w swym pokoju. W 1995 został najstarszym żyjącym biskupem katolickim. Umarł jako jeden z najdłużej żyjących biskupów w historii.